# Baron Sinclair of Cleeve

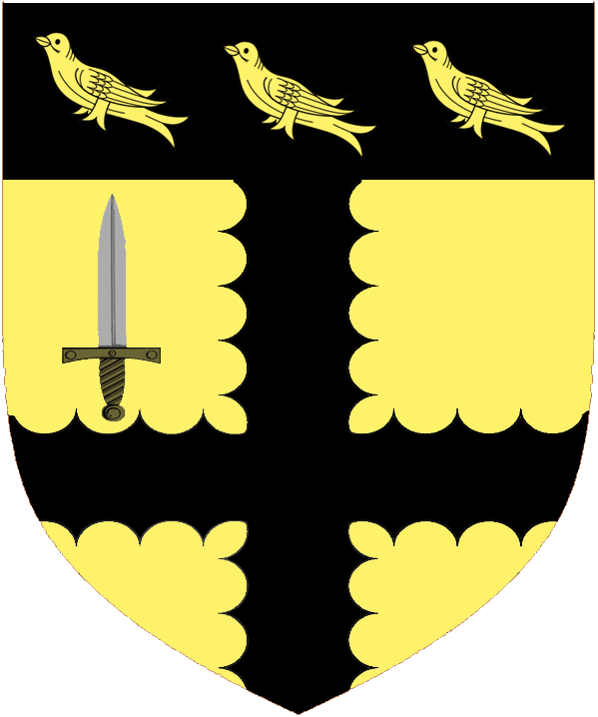
Wappen der Barone Sinclair of Cleeve

Baron Sinclair of Cleeve, of Cleeve in the County of Somerset, ist ein erblicher britischer Adelstitel in der Peerage of the United Kingdom.
Der Titel wurde am 21. Januar 1957 für den Geschäftsmann Sir Robert Sinclair geschaffen. Dieser war Präsident der Imperial Tobacco Company und war 1943 bis 1945 Geschäftsführer des Produktionsministeriums gewesen.

## Liste der Barone Sinclair of Cleeve (1957)
- Robert Sinclair, 1. Baron Sinclair of Cleeve (1893–1979)
- John Sinclair, 2. Baron Sinclair of Cleeve (1919–1985)
- John Sinclair, 3. Baron Sinclair of Cleeve (* 1953)

Aktuell existiert kein Titelerbe.